# Равнинный (Оренбургская область)
Равни́нный — посёлок в Пономарёвском районе Оренбургской области. Административный центр Равнинного сельсовета.

## История
В 1966 году указом Президиума Верховного Совета РСФСР посёлок отделения № 2 совхоза «Пономаревский» переименован в Равнинный.

## Население
| 2010 |
| ---- |
| 696  |

## Улицы
| - ул. Заречная, - ул. Ленинская, - ул. Молодёжная, - ул. Набережная, - ул. Новая, | - ул. Парковая, - ул. Рабочая, - ул. Садовая, - ул. Советская, - ул. Южная. |